# Prävalierung
Die Prävalierung (Kraftverleihung, Angleichung) ist ein Begriff aus dem österreichischen Adelsrecht.

## Begriffsbestimmung
Eine österreichische Prävalierung war eine Angleichung an den österreichischen Adel. Das bedeutet, dass demjenigen gewährt wurde, seine ausländischen Adelstitel und -prädikate in Österreich bzw. ein „von“ zu führen.
Die Prävalierung bedeutete aber nicht, dass der ausländische Adel in einen österreichischen umgewandelt wurde, auch nicht, wenn derjenige die österreichische Staatsbürgerschaft hatte oder annahm. So durfte zum Beispiel Hugo von Koczian erst ab 1912, nach Verleihung des erbländisch-österreichischen Adelsprädikates, den Titel „Edler von“ (offiziell) tragen, obwohl er bereits den ungarischen und böhmischen Adelsstand hatte.

## Verordnungen im Detail
- Die Prävalierung eines ausländischen Adels in Österreich gewährte dem Österreicher nicht das Recht der Umgestaltung des ausländischen Adels in einen österreichischen (12. Juni 1838). Der Adel blieb ein ausländischer, trotz Führung in Österreich. Dies galt auch bei der Verleihung der österreichischen Staatsbürgerschaft an einen ausländischen Adeligen (1850).
- Der spanische Titel „Grand’ d’Espagne“ (Grande von Spanien) wurde als Ritterstand gewertet, konnte aber neben jedem Adelstitel (Herzog, Graf) geführt werden (1822).
- Ungarische Adelige durften sich in Österreich der Adelspartikel „von“ bedienen (10. März 1825).
- Der Besitz eines italienischen Ritterordens berechtigte den Besitzer nicht zur Führung des Rittertitels. Die italienischen Titel Duca, Principe, Marchese, Conte palatino usw. durften nicht ins Deutsche übersetzt werden. Der venetianische Titel „Patrizio Veneto“ war in Österreich verboten (20. November 1829).
- Der päpstliche „Comes Romanus“ begründete in Österreich keinen Adelstitel (1875). Er durfte nicht durch Übersetzung als „römischer Graf“ geführt werden.
- Den dalmatischen Conte hielt man dem einfachen Adelsgrad mit dem Ehrenwort „Edler“ gleich.
- Die Bewerbung österreichischer Staatsbürger um ausländische Adelsgrade war ohne besondere Bewilligung verboten (6. Juni 1834, 1866, 1878).
- Österreichische Staatsbürger, die vor dem 13. März 1938 die deutsche Staatsbürgerschaft und das Recht der Adelsführung im Deutschen Reich erworben haben, konnte als deutsche Staatsbürger im angeschlossenen Österreich ihren alten österreichischen Adel führen (18. Mai 1938).
- In der Tschechoslowakei wurde die Führung von Adelsbezeichnungen am 10. Dezember 1918 gesetzlich verboten, jedoch hatte das Oberste Verwaltungsgericht im Juni 1929 entschieden, dass das Wörtchen „von“ bei hochadeligen Familien (z. B. Lobkowitz) kein Adelsprädikat, sondern ein Namensbestandteil sei.[2]